# LaMarcus Aldridge
Pour les articles homonymes, voir Aldridge.
LaMarcus Nurae Aldridge, né le 19 juillet 1985 à Dallas au Texas, est un joueur américain de basket-ball évoluant aux postes d'ailier fort et de pivot.
Il joue au niveau universitaire pendant deux saisons avec les Longhorns du Texas. Aldridge est sélectionné en seconde position lors de la draft 2006 de la NBA. Après avoir passé neuf saisons avec les Trail Blazers de Portland, il signe avec les Spurs de San Antonio en 2015. En mars 2021, il signe avec les Nets de Brooklyn, après que les Spurs l'ont libéré de son contrat. Cependant, le 15 avril 2021, Aldridge annonce qu’il mettait un terme à sa carrière en raison d’une arythmie cardiaque, survenue à l'issue d'un match. Connu pour son fadeaway à mi-distance, Aldridge est sélectionné à cinq reprises dans une All-NBA Team et à sept reprises pour le NBA All-Star Game.

## Biographie

### Trail Blazers de Portland (2006-2015)

#### Débuts avec la franchise

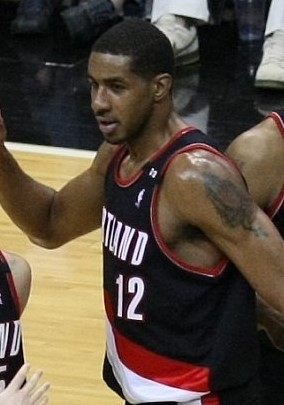
Aldridge en 2008.

Après avoir fréquenté la Seagoville High School et l'Université du Texas à Austin, il est sélectionné en 2e position de la draft 2006 de la NBA par les Bulls de Chicago et immédiatement transféré aux Trail Blazers de Portland en échange de Tyrus Thomas, sélectionné en 4e position et de Viktor Khryapa. Il manque les sept premiers matchs de sa première saison pour cause d'une opération à l'épaule. Il évolue à partir de février 2007 au poste de pivot, en remplacement de Joel Przybilla, blessé pour le reste de la saison. Le 31 mars 2007, dans le premier quart-temps contre les Clippers de Los Angeles, Aldridge est emmené à l’hôpital Providence de Portland, pour un essoufflement et une arythmie cardiaque. On lui diagnostique le syndrome de Wolff-Parkinson-White le 9 avril et il a raté huit autres matchs de la saison. Il est néanmoins sélectionné dans la NBA All-Rookie First Team en 2007, en cinquième position, à égalité avec Jorge Garbajosa des Raptors de Toronto.
Lors de sa deuxième saison, il profite du départ de Zach Randolph pour devenir titulaire et ainsi augmenter ses statistiques au poste d'ailier fort avec 17,8 points par match. Il augmente également ses statistiques en rebonds, passes décisives, contres et interceptions, et termine troisième au vote du NBA Most Improved Player.
Aldridge développe son jeu offensif au cours de la saison suivante, toujours dépendant de son fadeaway à mi-distance. Il termine la saison avec des moyennes de 18,1 points et 7,5 rebonds. Pour sa première fois dans la ligue, Aldridge a presque joué une saison complète, manquant un seul match.

#### Statut de leader
À la fin du mois d'octobre 2009, Aldridge signe une prolongation de contrat à hauteur de 65 millions de dollars sur cinq ans avec Portland. Avant de s’engager avec Aldridge, les Trail Blazers concluent une entente de 80 millions de dollars avec Brandon Roy, le joueur star de l'équipe.
Aldridge devient un leader lorsque Brandon Roy subit des problèmes de genou en décembre 2010. Il est nommé à deux reprises joueur de la semaine, inscrivant même 42 points contre les Bulls de Chicago le 7 février 2011. Le 2 mars, il rejoint Clyde Drexler et Kelvin Ransey comme les seuls Blazers à avoir reçu le titre de joueur du mois de la NBA. En fin de saison, Aldridge est finaliste pour le titre de meilleure progression de l'année, derrière Kevin Love, et reçoit les honneurs de la All-NBA Third Team.
En raison du lock-out de la saison 2011-2012, les fans des Blazers espéraient que les trois joueurs annoncés dans leur campagne promotionnelle "Rise With Us", soit Aldridge, Roy et Greg Oden, auraient enfin la chance de jouer ensemble pour une saison complète. Ces plans se sont évaporés lorsque Roy, qui souffrait de problèmes chroniques de genou, annonça sa retraite. Quant à Oden, qui avait seulement joué 82 matchs au cours des quatre saisons précédentes, ses efforts pour soigner ses genoux s'avérèrent infructueux. Aldridge est nommé remplaçant lors du NBA All-Star Game 2012. En 2013, Aldridge est nommé All-Star pour la deuxième fois de sa carrière. Il obtient en moyenne 21,1 points, un record en carrière de 9,1 rebonds et 2,6 passes décisives en 37,7 minutes par match. Les Trail Blazers obtiennent un bilan de 33-49 et ratent les playoffs pour la deuxième année consécutive.
Aldridge commence sa huitième saison de la NBA en force, enregistrant cinq doubles consécutifs du 9 au 17 novembre 2013. Le 12 décembre, Aldridge inscrit 31 points et valide un nouveau record en carrière de 25 rebonds dans une victoire contre les Rockets de Houston, devenant le premier joueur de l’histoire des Trail Blazers avec au moins 30 points et 25 rebonds dans un match. Le 23 janvier 2014, Aldridge enregistre son record en carrière avec 44 points, en plus de 13 rebonds, 5 passes décisives et 2 contres dans une victoire contre les Nuggets de Denver.
Lors de la saison 2013-2014, Aldridge et les Trail Blazers prennent une autre dimension, en dominant la saison régulière durant les deux premiers mois, notamment grâce à l'éclosion du jeune meneur Damian Lillard. Aldridge, lui, cumule ses meilleures moyennes en carrière aux points, aux rebonds, et à la passe.

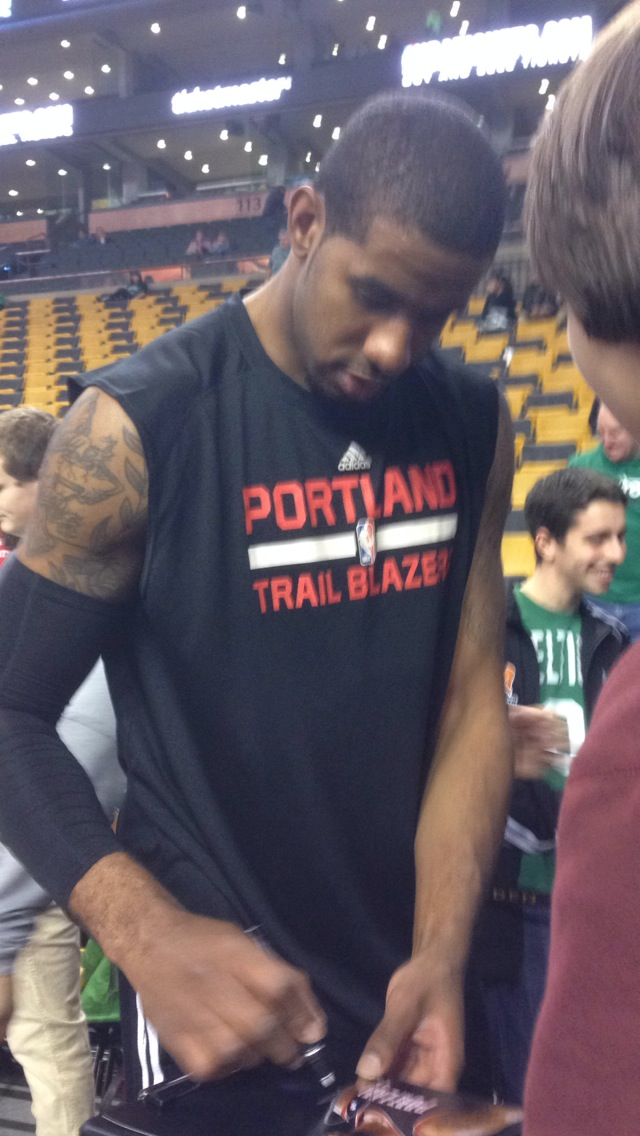
Aldridge en novembre 2014.

Le 18 février 2014, il participe au NBA All-Star Game 2014 où il inscrit 4 points et prend 5 rebonds. Avant de reprendre les matches de saison régulière, il se blesse à l'aine. Après quelques mauvais résultats, les Trail Blazers terminent en 5e position d'une Conférence Ouest très relevée, et affrontent les Rockets de Houston au premier tour des playoffs. Lors du premier match de cette série, LaMarcus effectue l'un des meilleurs matches de sa carrière et le meilleur en playoffs en inscrivant 46 points (record de la franchise) et prenant 18 rebonds dans la victoire des siens 122-120 après une prolongation. Au cours de toute la série de six matchs contre Houston, Aldridge obtient en moyenne 29,8 points et plus de 2,5 contres par match. Dans la demi-finale contre les Spurs de San Antonio, Aldridge est en manque d'adresse, ne tirant qu'à 41,7%, et son équipe s'incline en cinq matchs.
Le 9 décembre 2014, dans un match contre les Pistons de Détroit, Aldridge dépasse Terry Porter pour devenir le second meilleur marqueur de l'histoire de la franchise avec 11 333 points en carrière. Après avoir mené Portland au cours de la première moitié de la saison avec des moyennes de 23,2 points et 10,2 rebonds par match, Aldridge est écarté des parquets, six à huit semaines, début janvier, après s'être déchiré le ligament radial du pouce gauche. Aldridge est ensuite nommé titulaire NBA All-Star Game 2014, le 14 février par Steve Kerr, en remplacement d'Anthony Davis.
Le 20 mars 2015, contre le Magic d'Orlando, il rentre un peu plus dans l'histoire de la franchise de l'Oregon en devenant le meilleur rebondeur des Trail Blazers de Portland en prenant un rebond sur un tir manqué de Victor Oladipo à 4 secondes de la fin du troisième quart-temps. Durant les playoffs cette saison, les Blazers, en désavantage numérique, sont surpassés par les Grizzlies de Memphis en cinq matchs. Aldridge inscrit en moyenne 23,4 points par match, et est élu dans la All-NBA Second Team.

### Spurs de San Antonio (2015-2021)
Le 4 juillet 2015, il signe aux Spurs de San Antonio un contrat de quatre ans et 80 millions de dollars. Bruce Bowen accepte de céder son numéro 12 à Aldridge alors qu'il était retiré au sein de l'équipe. Il fait ses débuts pour les Spurs le 28 octobre contre le Thunder d'Oklahoma City. En un peu moins de 32 minutes, il a inscrit 11 points et 5 rebonds. Le 11 novembre, il retourne à Portland pour la première fois en tant qu'adversaire, enregistrant 23 points et 6 rebonds contre son ancienne équipe.
Après une première année passée aux côtés des Spurs, LaMarcus Aldridge et ses coéquipiers finissent la saison régulière sur un bilan de 67 victoires pour 15 défaites. Ils se qualifient donc pour les playoffs, balayent au premier tour les Grizzlies de Memphis sur un score de 4-0 avant de se faire étonnement battre 4 victoires à 2 contre le Thunder d'Oklahoma City, malgré un premier match des Spurs où LaMarcus Aldridge montre son plus grand basketball.
Lors de la saison 2016-2017, les Spurs affichent en saison régulière, un bilan de 61 victoires pour 21 défaites. Les Spurs arrivent en playoffs, encore une fois contre les Grizzlies de Memphis, les éliminant cette fois 4 victoires à 2. En demi-finale de conférence, face aux Rockets de Houston, San Antonio perd le match 1, avant de reprendre l'avantage pour passer au tour suivant après 6 matchs disputés. Ils sont balayés par les Warriors de Golden State, 4-0, en finale de conférence.
Le 16 octobre 2017, Aldridge signe une prolongation de contrat de 72,3 millions de dollars sur trois ans avec les Spurs. Durant la saison NBA 2017-2018, les Spurs contraints de jouer une saison quasiment entière, dispensée de leur superstar Kawhi Leonard, ne jouant que 9 des 82 matchs, LaMarcus devient alors la pièce angulaire de l'équipe et réalise l'une de ses meilleures saisons. Il est récompensé grâce à sa présence pour son sixième All-Star Game et figure même dans la All-NBA Second Team pour la deuxième fois de sa carrière. Les texans finissent alors sur un bilan total de 47 victoires pour 35 défaites, soit une 7e place dans la conférence Ouest. Ils débarquent en playoffs pour affronter les Warriors de Golden State, l'équipe qui les avait éliminés en finale de conférence l'année passée. Ils ne remportent qu'une seule victoire et sont éliminés au premier tour sur une défaite de 4-1 sur la série, malgré un LaMarcus Aldridge d'un très haut niveau.
Lors de l’ouverture de la saison suivante, le 17 octobre, Aldridge enregistre 21 points et 19 rebonds dans une victoire contre les Timberwolves du Minnesota. Le 10 janvier 2019, il marque 56 points, un record en carrière, dans une victoire en double prolongation contre le Thunder d'Oklahoma City. Aldridge figure une nouvelle fois au NBA All-Star Game et les Spurs totalisant 48 victoires pour 34 défaites et se qualifient pour les playoffs une fois de plus, finissant 7e de la conférence Ouest, et affrontent les Nuggets de Denver au premier tour. LaMarcus, auteur d'une bonne saison et aux côtés d'un DeMar DeRozan fraîchement arrivé à l'intersaison 2018, arrachent un match 7 avant de s'écrouler dans ce dernier.
En mars 2021, il finalise une rupture de contrat avec les Spurs de San Antonio et devient agent libre.

### Nets de Brooklyn (2021-2022)
Courtisé notamment par le Heat de Miami, il signe jusqu'à la fin de saison un contrat en faveur des Nets de Brooklyn. Pour son premier match, le 1er avril, il inscrit 11 points avec 9 rebonds et 6 passes décisives contre les Hornets de Charlotte.
Le 15 avril 2021, il annonce sa retraite sportive à la suite d'une irrégularité cardiaque survenue lors d'un précédent match.
Après avoir fait part de son souhait de reprendre sa carrière, il est autorisé à rejouer au basket-ball le 2 septembre 2021.
Il re-signe, le lendemain, avec les Nets de Brooklyn pour une saison.
En mars 2023, LaMarcus Aldridge annonce de nouveau prendre sa retraite sportive,.

## Distinctions personnelles
- 7 sélections au NBA All-Star Game en 2012, 2013, 2014, 2015, 2016, 2018 et 2019.
- All-NBA Second Team en 2015 et 2018.
- All-NBA Third Team en 2011, 2014 et 2016.
- All-NBA First Team Rookie 2006.
- Meilleur rebondeur de l'histoire des Trail Blazers de Portland.

## Statistiques

### Saison régulière
| Saison        | Équipe        | Matchs | Titul. | Min./m | % Tir | % 3pts | % LF  | Rbds/m. | Pass/m. | Int/m. | Ctr/m. | Pts/m. |
| ------------- | ------------- | ------ | ------ | ------ | ----- | ------ | ----- | ------- | ------- | ------ | ------ | ------ |
| 2006-2007     | Portland      | 63     | 22     | 22,1   | 50,3  | 0,0    | 72,2  | 4,95    | 0,38    | 0,35   | 1,16   | 8,97   |
| 2007-2008     | Portland      | 76     | 76     | 34,9   | 48,4  | 14,3   | 76,2  | 7,61    | 1,61    | 0,72   | 1,24   | 17,76  |
| 2008-2009     | Portland      | 81     | 81     | 37,1   | 48,4  | 25,0   | 78,1  | 7,47    | 1,94    | 0,95   | 0,95   | 18,15  |
| 2009-2010     | Portland      | 78     | 78     | 37,5   | 49,5  | 31,3   | 75,7  | 8,04    | 2,05    | 0,86   | 0,62   | 17,86  |
| 2010-2011     | Portland      | 81     | 81     | 39,6   | 50,0  | 17,4   | 79,1  | 8,75    | 2,10    | 1,01   | 1,16   | 21,84  |
| 2011-2012     | Portland      | 55     | 55     | 36,3   | 51,2  | 18,2   | 81,4  | 8,04    | 2,44    | 0,93   | 0,82   | 21,65  |
| 2012-2013     | Portland      | 74     | 74     | 37,7   | 48,4  | 14,3   | 81,0  | 9,05    | 2,59    | 0,84   | 1,23   | 21,08  |
| 2013-2014     | Portland      | 69     | 69     | 36,2   | 45,8  | 20,0   | 82,2  | 11,09   | 2,58    | 0,91   | 0,99   | 23,23  |
| 2014-2015     | Portland      | 71     | 71     | 35,4   | 46,6  | 35,2   | 84,5  | 10,23   | 1,75    | 0,68   | 0,96   | 23,39  |
| 2015-2016     | San Antonio   | 74     | 74     | 30,6   | 51,3  | 0,0    | 85,8  | 8,54    | 1,49    | 0,51   | 1,09   | 17,99  |
| 2016-2017     | San Antonio   | 72     | 72     | 32,4   | 47,7  | 41,1   | 81,2  | 7,26    | 1,93    | 0,64   | 1,22   | 17,26  |
| 2017-2018     | San Antonio   | 75     | 75     | 33,4   | 51,0  | 29,3   | 83,7  | 8,47    | 2,03    | 0,57   | 1,20   | 23,13  |
| 2018-2019     | San Antonio   | 81     | 81     | 33,2   | 51,9  | 23,8   | 84,7  | 9,19    | 2,40    | 0,53   | 1,32   | 21,32  |
| 2019-2020     | San Antonio   | 53     | 53     | 33,1   | 49,3  | 38,9   | 82,7  | 7,40    | 2,43    | 0,68   | 1,64   | 18,89  |
| 2020-2021     | San Antonio   | 21     | 18     | 25,9   | 46,4  | 36,0   | 83,8  | 4,48    | 1,71    | 0,38   | 0,86   | 13,71  |
| 2020-2021     | Brooklyn      | 5      | 5      | 26,1   | 52,1  | 80,0   | 100,0 | 4,80    | 2,60    | 0,60   | 2,20   | 12,80  |
| 2021-2022     | Brooklyn      | 47     | 12     | 22,3   | 55,0  | 30,4   | 87,3  | 5,50    | 0,90    | 0,30   | 1,00   | 12,90  |
| Carrière      | Carrière      | 1076   | 997    | 33,7   | 49,3  | 32,0   | 81,3  | 8,10    | 1,90    | 0,70   | 1,10   | 19,10  |
| All-Star Game | All-Star Game | 7      | 1      | 11,7   | 36,8  | 80,0   | -     | 2,86    | 0,57    | 0,14   | 0,43   | 4,57   |

### Playoffs
| Saison   | Équipe      | Matchs | Titul. | Min./m | % Tir | % 3pts | % LF | Rbds/m. | Pass/m. | Int/m. | Ctr/m. | Pts/m. |
| -------- | ----------- | ------ | ------ | ------ | ----- | ------ | ---- | ------- | ------- | ------ | ------ | ------ |
| 2009     | Portland    | 6      | 6      | 39,5   | 49,0  | 25,0   | 70,0 | 7,50    | 1,30    | 0,50   | 1,70   | 19,50  |
| 2010     | Portland    | 6      | 6      | 38,2   | 43,0  | 50,0   | 75,0 | 6,00    | 2,20    | 1,20   | 1,80   | 19,00  |
| 2011     | Portland    | 6      | 6      | 43,0   | 46,1  | 0,0    | 79,2 | 7,50    | 1,30    | 1,30   | 1,70   | 20,80  |
| 2014     | Portland    | 11     | 11     | 40,1   | 45,2  | 66,7   | 80,0 | 10,60   | 1,50    | 0,60   | 1,60   | 26,20  |
| 2015     | Portland    | 5      | 5      | 41,7   | 33,0  | 27,3   | 88,9 | 11,20   | 1,80    | 0,40   | 2,40   | 21,80  |
| 2016     | San Antonio | 10     | 10     | 33,7   | 52,1  | 100    | 89,1 | 8,30    | 1,00    | 0,40   | 1,40   | 21,90  |
| 2017     | San Antonio | 16     | 16     | 33,6   | 46,0  | 14,3   | 76,4 | 7,50    | 1,50    | 0,60   | 1,00   | 16,50  |
| 2018     | San Antonio | 5      | 5      | 35,4   | 46,3  | 60,0   | 97,6 | 9,20    | 2,40    | 0,60   | 0,40   | 23,60  |
| 2019     | San Antonio | 7      | 7      | 34,9   | 45,5  | 27,3   | 81,8 | 9,60    | 2,70    | 0,70   | 1,00   | 20,00  |
| Carrière | Carrière    | 72     | 72     | 37,1   | 45,5  | 32,7   | 82,4 | 8,50    | 1,70    | 0,70   | 1,40   | 20,80  |

## Records sur une rencontre en NBA
Les records personnels de LaMarcus Aldridge en NBA sont les suivants, :
| Type de statistique        | Saison régulière | Saison régulière           | Saison régulière | Playoffs | Playoffs                   | Playoffs      |
| Type de statistique        | Record           | Adversaire                 | Date             | Record   | Adversaire                 | Date          |
| -------------------------- | ---------------- | -------------------------- | ---------------- | -------- | -------------------------- | ------------- |
| Points                     | 56               | Thunder d'Oklahoma City    | 10 janvier 2019  | 46       | @ Rockets de Houston       | 20 avril 2014 |
| Paniers marqués            | 20               | 2 fois                     | 2 fois           | 18       | 2 fois                     | 2 fois        |
| Paniers tentés             | 33               | Thunder d'Oklahoma City    | 10 janvier 2019  | 34       | @ Grizzlies de Memphis     | 19 avril 2015 |
| Paniers à 3 points réussis | 5                | 2 fois                     | 2 fois           | 3        | Warriors de Golden State   | 22 avril 2018 |
| Paniers à 3 points tentés  | 9                | @ Grizzlies de Memphis     | 10 janvier 2020  | 5        | @ Grizzlies de Memphis     | 19 avril 2015 |
| Lancers francs réussis     | 16               | 2 fois                     | 2 fois           | 14       | @ Warriors de Golden State | 24 avril 2018 |
| Lancers francs tentés      | 19               | @ Warriors de Golden State | 23 novembre 2013 | 14       | @ Warriors de Golden State | 24 avril 2018 |
| Rebonds offensifs          | 10               | 3 fois                     | 3 fois           | 9        | Rockets de Houston         | 9 mai 2017    |
| Rebonds défensifs          | 20               | Rockets de Houston         | 12 décembre 2013 | 13       | @ Thunder d'Oklahoma City  | 12 mai 2016   |
| Rebonds totaux             | 25               | Rockets de Houston         | 12 décembre 2013 | 18       | @ Rockets de Houston       | 20 avril 2014 |
| Passes décisives           | 8                | Hawks d'Atlanta            | 12 novembre 2012 | 5        | 3 fois                     | 3 fois        |
| Interceptions              | 5                | @ Spurs de San Antonio     | 19 décembre 2014 | 4        | Mavericks de Dallas        | 23 avril 2011 |
| Contres                    | 7                | @ Nuggets de Denver        | 28 décembre 2010 | 5        | 2 fois                     | 2 fois        |
| Balles perdues             | 8                | Jazz de l'Utah             | 20 novembre 2010 | 6        | @ Warriors de Golden State | 14 mai 2017   |
| Minutes jouées             | 54               | Clippers de Los Angeles    | 12 décembre 2008 | 47       | Mavericks de Dallas        | 23 avril 2011 |

- Double-double : 385 (dont 31 en playoffs)
- Triple-double : 0

## Salaires
Les gains de LaMarcus Aldridge en NBA sont les suivants:
| Saison      | Equipe      | Salaire       |
| ----------- | ----------- | ------------- |
| 2006-2007   | Portland    | 4 027 320 $   |
| 2007-2008   | Portland    | 4 329 360 $   |
| 2008-2009   | Portland    | 4 631 400 $   |
| 2009-2010   | Portland    | 5 844 827 $   |
| 2010-2011   | Portland    | 11 244 000 $  |
| 2011-2012   | Portland    | 12 372 000 $  |
| 2012-2013   | Portland    | 13 500 000 $  |
| 2013-2014   | Portland    | 14 128 000 $  |
| 2014-2015   | Portland    | 16 006 000 $  |
| 2015-2016   | San Antonio | 19 500 000 $  |
| 2016-2017   | San Antonio | 20 575 005 $  |
| 2017-2018   | San Antonio | 21 461 010 $  |
| 2018-2019   | San Antonio | 22 347 015 $  |
| 2019-2020   | San Antonio | 26 000 000 $  |
| 2020-2021   | San Antonio | 18 200 000 $  |
| 2020-2021   | Brooklyn    | 878 340 $     |
| Total Gains | Total Gains | 215 044 277 $ |

## Pour approfondir